# Jiří Plachý-Ferus
SJ Jiří Plachý zvaný Ferus (narozen asi 1586 v Horšovském Týně – 21. ledna 1655 v Březnici) byl od dvacátých do čtyřicátých let 17. století s vynucenými přestávkami jezuitský kazatel v pražském kostele Nejsvětějšího Salvátora a prefektem klementinské knihovny. Byl také spisovatelem. S jeho jménem je spojováno padesát až osmdesát knižních titulů, z nichž se ale řada nedochovala.

## Život
Jeho otec Šimon Plachý z Třebnice byl nejprve městským písařem v Horšovském Týně a později v Plzni (od 1587), kde se nakonec, roku 1606, stal dokonce primátorem města, kteroužto funkci držel až do své smrti. Jiří odešel do Prahy, kde vystudoval jezuitské gymnázium v klementinské koleji a následně okolo roku 1602 do jezuitského řádu (Tovaryšstva Ježíšova) vstoupil. V té době začal užívat jména Georgius Ferus. Poté vystudoval filozofii a teologii ve Štýrském Hradci. V letech 1609–1611 působil jako učitel na gymnáziu v Českém Krumlově a od roku 1616 učil rétoriku, filozofii a teologii (morální a polemickou) přímo v Klementinu. V roce 1620 se stal kazatelem v kostele svatého Salvátora v Praze, o rok později složil poslední řádové sliby. V letech 1623–1625 a pak znovu v letech 1628-1644 byl správcem klementinské knihovny.
Ve vypjaté atmosféře náboženských bojů v Praze (České stavovské povstání, v zásadě protestantské, ztroskotalo v roce 1620), působil podle řady svědectví jako katolický radikál, v lednu 1623 například spolu se studenty, které svým kázáním zfanatizoval, strhl kalich a sochu Jiřího z Poděbrad z průčelí Týnského chrámu. Jeho kázání byla tak divoká a plamenná, že občas vyvolala znepokojení i v katolických kruzích, kvůli čemuž byl načas vykázán z Prahy do Prachatic. Avšak díky jeho popularitě mu bylo umožněno se brzy vrátit. Byl v Praze též přítelem Viléma Slavaty (jedné z obětí defenestrace z roku 1618). Zachovala se jejich korespondence, která ukazuje, že Plachý Slavatu motivoval k sepsání známých pamětí (Historické spisování) a radil mu s přípravou textu i později.
V letech 1626–1627 byl Plachý kazatelem v Jičíně, a poté se podílel na řadě rekatolizačních misií, v Jihlavě, Klatovech a jinde. V závěru života působil v Březnici jako kazatel a též jako zpovědník zemského prokurátora Přibíka Jeníška z Újezda. Jeho zásluhou byla rovněž zřízena kaple na Svaté Hoře u Příbrami.
Jeho synovec Jiří Plachý zvaný též Ostermann, který vedl studenty při obraně před Švédy v roce 1648, byl správcem klementinské tiskárny a bývá s Ferusem často zaměňován.

## Dílo
Vlastní literární tvorbě se začal intenzivně věnovat od 30. let 17. století. Psal česky, literární historikové oceňují jeho veleslavínskou češtinu. Nejslavnějším jeho dílem se stala Mappa katolická neb Obrácení národův celého světa..... (1630), spis, který oslavuje misie katolické církve mezi pohany. K dalším pracím patřily životopisy svatých (zejm. Životy sv. patronů českých), náboženské polemiky, naučné texty, rozjímání nebo modlitby, přičemž zejména jeho sbírka modliteb pro ženy Zlatý nebeklíč (1637) si uchovala popularitu až do konce 18. století. Hodně též překládal, zejména latinská díla církevních autorů. Přispěl též do latinsko-česko-německého díla Fama posthuma Ioannis Nepomuceni... z roku 1641, které bylo ilustrováno mědirytinami Karla Škréty a stalo se základem barokního kultu Jana Nepomuckého.
Problém s určením počtu jeho děl spočívá v tom, že nikdy žádné nepodepsal svým jménem. Byl proto dlouho také zapomenut, znovu ho pro literární historii objevil až Jaroslav Vlček. První pokus sestavit jeho ucelenou bibliografii však učinila až v 70. letech 20. století literární historička Anna Fechtnerová. Odborné debaty o tom, co vše lze do této bibliografie zařadit však pokračují.